# Trzydziesty rząd Izraela
Trzydziesty rząd Izraela – rząd Izraela, sformowany 28 lutego 2003, którego premierem został Ariel Szaron z Likudu. Rząd został powołany przez koalicję mającą większość w Knesecie XVI kadencji, po wyborach w 2003 roku. Funkcjonował do 4 maja 2006, kiedy to powstał rząd premiera Ehuda Olmerta.